# Rosa Estiarte i Duocastella
Rosa Estiarte Duocastella (Manresa, Bages, 26 d'abril de 1959 - Manresa, Bages, 8 d'abril de 1985) va ser una nedadora catalana.
Formada al Club Natació Manresa, va especialitzar-se en les proves de 100 i 200 m braça. En aquestes especialitats, va ser campiona de Catalunya en quatres ocasions i cinc d'Espanya. També va formar part del relleu de 4x100 m lliure i 4x100 m estils del CN Manresa, essent campiona de Catalunya en sis ocasions i set d'Espanya. A més, va batre diverses vegades el record nacional de 100 m braça en piscina de 25 m, 4x100 m estils i 4x100 m lliures. Internacional amb la selecció espanyola en dotze ocasions, va participar en els Campionats del Món de Natació de 1975, als Jocs Mediterranis de 1975 i als Jocs Olímpics de Mont-real 1976, on va competir a la prova de 4x100 m estils. Va retirar-se de la competició el 1978.
Entre d'altres distincions, va rebre la medalla d'argent al mèrit esportiu de Manresa el 1976 i la d'or el 1979, així com la insígnia d'or de del CN Manresa. Víctima d'una depressió després del seu divorci, va suïcidar-se el 1985. Aquest succés fou narrat posteriorment al llibre Todos mis hermanos, publicat pel seu germà Manel.

## Palmarès
- 5 Campionat de Catalunya d'estiu[5]
  - 1 en 100 m braça: 1973
  - 1 en 100 m esquena: 1977
  - 3 en 4x100 m estils: 1973, 1974, 1977

- 6 Campionats de Catalunya d'hivern[6]
  - 2 en 100 m braça: 1974, 1977
  - 1 en 200 m braça: 1974
  - 2 en 4x100 m estils: 1973, 1977
  - 1 en 4x100 m lliures: 1977
- 5 Campionats d'Espanya d'estiu
  - 1 en 100 m braça: 1973
  - 3 en 4x100 m estils: 1975, 1976, 1977
  - 1 en 4x100 m lliures: 1975
- 7 Campionats d'Espanya d'hivern
  - 3 en 100 m braça: 1974, 1975, 1976
  - 1 en 200 m braça: 1975
  - 3 en 4x100 m lliures: 1973, 1974, 1975